# Karl Oertel (Geodät)

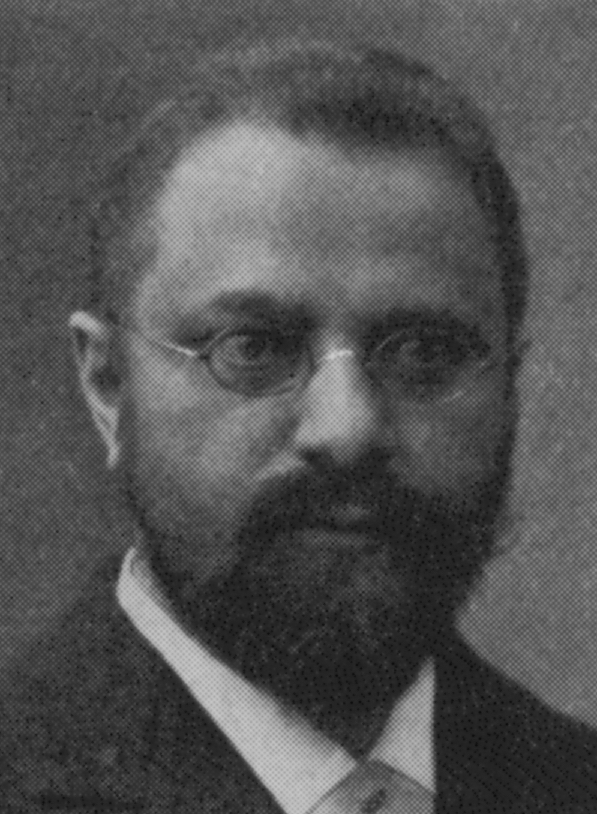
Karl Oertel

Karl Johannes Oertel (* 11. Januar 1858 in Nürnberg, Königreich Bayern; † 6. März 1949 in Lehrte) war ein deutscher Geodät und Astronom. 

## Leben
Oertel legte 1880 in München die Prüfung zum Diplom-Ingenieur ab. Ab 1882 arbeitete er als Assistent für Geodäsie und Ingenieurwissenschaften an der TH München. 1892 wurde er Observator bei der Kommission Internationale Erdmessung an der Bayerischen Akademie der Wissenschaften. 1890 wurde er promoviert, und 1896 erhielt er die Stelle eines Konservators an der Münchner Universitäts-Sternwarte. 1904 wurde ihm der Titel Professor verliehen, 1907 ging er als Professor für Geodäsie an die TH Hannover. 1914 wurde ihm der Titel Geheimer Regierungsrat verliehen, 1926 wurde er emeritiert. Die Technische Hochschule München verlieh ihm 1928 die Ehrendoktorwürde.

## Schriften
- Polhöhen- und Azimutbestimmungen auf dem Hohen Peissenberg 1888. Weitere Azimutbestimmungen auf dem Hohen Peissenberg 1890. Verlag der Königlich Bayerischen Commission für die Internationale Erdmessung 1900 (Astronomisch-geodätische Arbeiten; 4).
- Polhöhen- und Azimutbestimmungen auf dem Aenger 1893. Polhöhen- und Azimutbestimmungen in Kirchheim 1894. Verlag der Königlich Bayerischen Commission für die Internationale Erdmessung 1903 (Astronomisch-geodätische Arbeiten; 5).
- mit Julius Bauschinger: Katalog von 1436 Sternen, hauptsächlich Zenitsternen, nach Beobachtungen am Repsoldschen Meridiankreis, ausgeführt in den Jahren 1894–1901. Bayerische Akademie der Wissenschaften, München 1909 (Neue Annalen der Sternwarte in München; 4).
- Katalog von 1867 Sternen, hauptsächlich zenitnahen Sternen, am Repsoldschen Meridiankreis der Sternwarte in den Jahren 1901–1907 beobachtet. Verlag der Bayerischen Akademie der Wissenschaften 1927 (Neue Annalen der Sternwarte in München; 6,1).